# Ngerchol
Ngerchol est un village en ruine de l'État de Peleliu.

## Toponymie
Le village de Ngerchol porte aussi les noms de Garekory, Ngalkol, Ngargol, Orocall, Ngerechol, Ngaregol, Garekoru, Ngalkol et Aragol.

## Géographie
Les ruines du villages, encore présentes, se trouvent sur l'île de Peleliu, au nord de la Bloody Nose Ridge et des monts Kamilianlul.

## Histoire

### Avant la colonisation
Avant la colonisation, alors que les deux plus puissants villages de Peleliu étaient Ngerdelolk et Ngesias, Ngerchol entretenait, la plupart du temps, une alliance militaire avec Ngerdelolk. Ngerchol devait ainsi protéger la partie nord de l'île de Peleliu et de l'île de Ngesebus en échange de terres octroyées par Ngerdelolk.
Ngerchol occupait alors les hauteurs près de la côte mais se serait ensuite déplacée plus près de celle-ci.

### Seconde Guerre mondiale
Le village a été détruit entièrement durant la bataille de Peleliu.

### Continuité constitutionnelle
En dépit de cette destruction, il est inscrit dans la constitution de Peleliu comme l'un des cinq villages traditionnels de l'île. En effet, son existence légale est maintenue afin déterminer l'identité des personnes de Peleliu.

## Population et société

### Démographie
Le village a compté jusqu'à 225 habitants.

### Transport
Un quai, appelé Kamosang, d'une longueur de 60 à 70 mètres et d'une largeur de 7 mètres pour une hauteur de 2 mètres, aurait existé face à Ngerchol pour permettre l'arrivée de petites embarcations. Il aurait été endommagé pendant la guerre et complètement détruit lors d'un typhon en 1964.

## Sources